# Holly Hunter
Pour les articles homonymes, voir Hunter.
Holly Hunter, née le 20 mars 1958 à Conyers (Géorgie), est une actrice américaine.
Elle est révélée en 1987 dans Arizona Junior, face à Nicolas Cage, sous la direction de Joel et Ethan Coen.
Elle mène alors une carrière entre téléfilms et films.
En 1994, elle reçoit l'Oscar de la meilleure actrice pour La Leçon de piano, de Jane Campion. 
Elle joue aussi dans  Broadcast News (1987), de James L. Brooks, Always (1989), de Steven Spielberg, La Firme (1993), de Sydney Pollack, Crash (1996), de David Cronenberg, puis Une vie moins ordinaire (1997), de Danny Boyle.
Durant les années 2000, elle retrouve Joel Coen pour O'Brother (2000), puis Jane Campion pour la mini-série Top of the Lake (2013).
Elle prête également ses traits à l'héroïne de la série Saving Grace (2007-2010) et sa voix à Elastigirl dans la franchise d'animation Les Indestructibles (2004 et 2018), écrite et réalisée par Brad Bird.

## Biographie

### Jeunesse
Holly Patricia Hunter naît le 20 mars 1958 à Conyers (Géorgie).

### Débuts et révélation (années 1980)

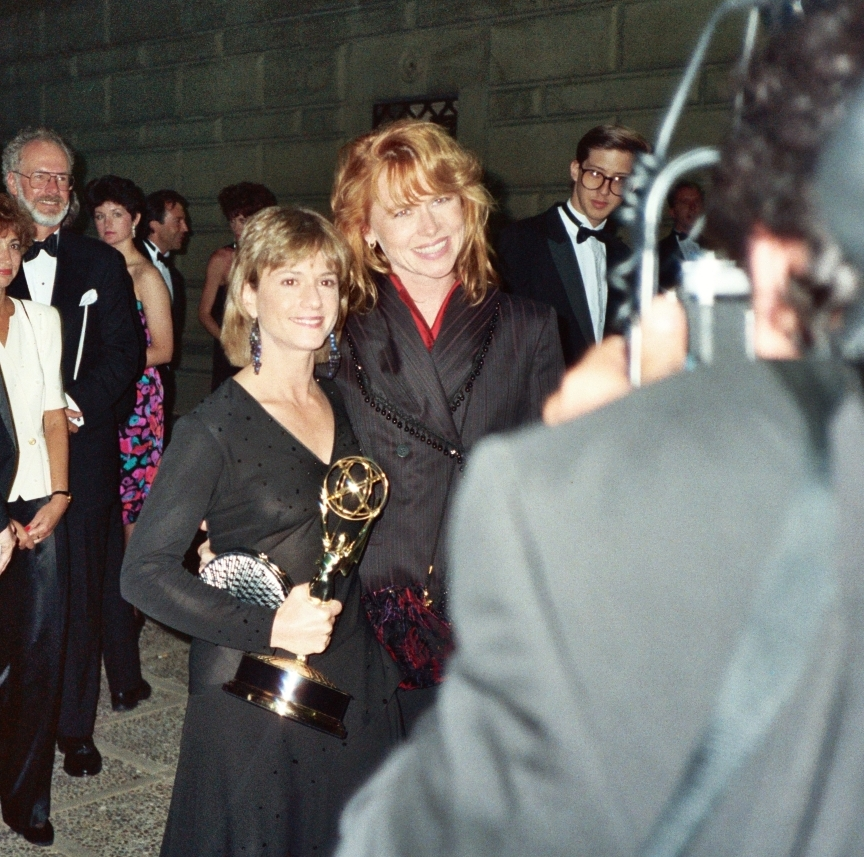
L'actrice aux côtés d'Amy Madigan aux Emmy Awards 1989.

Elle a étudié le théâtre une année à l'université Carnegie-Mellon à Pittsburgh. Elle a ensuite déménagé à New York puis à Los Angeles où elle a partagé une maison avec l'actrice Frances McDormand et le réalisateur Sam Raimi ainsi qu'avec ses futurs collaborateurs Joel et Ethan Coen.
Elle est révélée en 1987 par un long-métrage des réalisateurs, Arizona Junior, face à Nicolas Cage. Elle confirme en 1988 sous la direction de James L. Brooks avec la comédie dramatique Broadcast News, aux côtés de William Hurt et Albert Brooks. 
En 1989, elle s'impose en tête d'affiche de la comédie Miss Firecracker, de Thomas Schlamme, puis elle joue dans le mélodrame  Always, de Steven Spielberg. Puis elle joue dans la comédie Animal Behavior, de Kjehl Rasmussen et H. Anne Riley. Enfin, elle impressionne dans le téléfilm Le Combat de Jane Roe, de Gregory Hoblit, face à Amy Madigan.

### Reconnaissance critique (années 1990)
En 1991, elle fait partie du casting choral de la romance Ce cher intrus, de Lasse Hallström. Les critiques sont bonnes mais le box-office décevant. Mais la consécration et le succès international vont intervenir deux ans plus tard.
En 1993, elle accède à la consécration lorsqu'elle opère un virage dramatique : en 1993, elle partage l'affiche du drame La Leçon de piano, de Jane Campion, avec Harvey Keitel. Ce rôle muet lui vaut le Prix d'interprétation féminine à Cannes en 1993 et l'Oscar de la meilleure actrice en 1994. Par ailleurs, elle fait partie du casting entourant Tom Cruise dans le thriller La Firme, de Sydney Pollack.
En 1995, elle joue dans le thriller psychologique Copycat, aux côtés de Sigourney Weaver et se fait diriger par Jodie Foster pour le Week-end en famille. Cette comédie dramatique familiale déçoit la critique et le box-office.
Par la suite, elle choisit soigneusement ses projets : en 1996, elle tient le premier rôle féminin du thriller Crash, de David Cronenberg ; en 1997, est au casting de la comédie noire Une vie moins ordinaire, de Danny Boyle ; en 1998, elle évolue aux côtés de Danny De Vito et Queen Latifah dans le film indépendant D'une vie à l'autre, écrit et réalisé par Richard LaGravenese. Autre film indépendant en 1999, avec le drame Jesus' Son, d'Alison Maclean. La même année, sort la première réalisation de l'acteur Kiefer Sutherland, le thriller Femme recherchée.

### Passage à la télévision (années 2000)

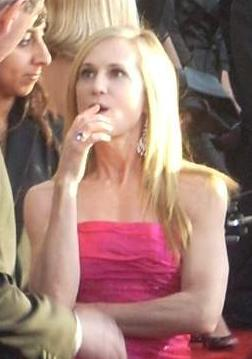
L'actrice nommée pour Saving Grace aux Screen Actors Guild Awards 2009.

En revanche, en 2000, elle revient avec trois films : elle est au casting du film expérimental indépendant Timecode, de Mike Figgis. Puis elle retrouve les frères Coen pour la satire O'Brother, portée par George Clooney. Puis elle joue dans l'un des segments du film à sketches Ce que je sais d'elle... d'un simple regard, de Rodrigo García. Enfin, elle tient le premier rôle du téléfilm western Harlan County War, aux côtés de Stellan Skarsgård.
En 2001, elle est l'héroïne d'un autre téléfilm, un biopic consacré à Billie Jean King. Sa performance lui vaut une nouvelle nomination aux Emmy Awards.
En 2002, elle tient un second rôle dans la romance Moonlight Mile, de Brad Silberling et en 2003, elle tient le premier rôle féminin du drame indépendant Le Salut, écrit et réalisé par Ed Solomon. Mais cette année-là, c'est avec Thirteen, de Catherine Hardwicke, qu'elle fait un retour au premier plan. Elle joue la mère de la jeune héroïne, incarnée par Evan Rachel Wood. Elle officie aussi comme productrice exécutive pour ce film consacré au portrait d'une famille monoparentale américaine de classe populaire.
En 2004, elle revient ainsi vers des projets commerciaux : d'abord en tenant un second rôle dans la comédie romantique Les Ex de mon mec, avec Brittany Murphy, puis en doublant la mère dans l'acclamé film d'animation écrit et réalisé par Brad Bird et produit par Pixar, Les Indestructibles.
L'année suivante, elle retrouve Rodrigo García pour un autre film à sketches, Nine Lives, et donne la réplique à Robin Williams pour la comédie noire The Big White, de Mark Mylod. Mais à la suite des déceptions critiques et commerciales de ces différents films, elle finit par se consacrer à la télévision.
Entre 2007 et 2010, elle est l'héroïne de la série policière Saving Grace, où elle incarne une enquêtrice perturbée. La fiction se conclut cependant au terme de trois saisons, faute d'audiences. L'actrice reçoit deux nominations aux Emmy Awards.

### Retour au cinéma indépendant (années 2010)

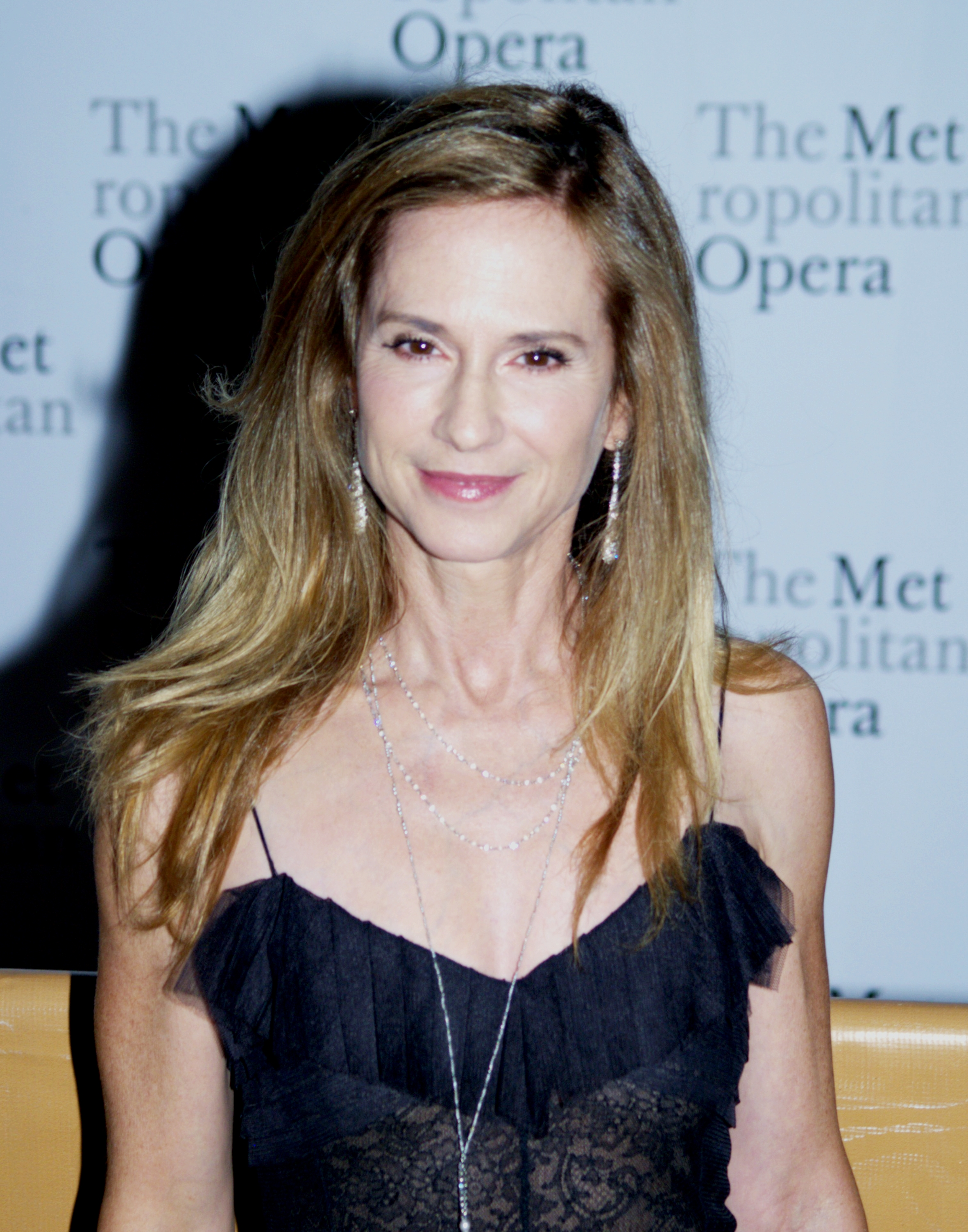
L'actrice au Metropolitan Opera's 2010-11.

Elle revient donc à un cinéma indépendant : en 2012, elle joue dans la comédie dramatique Jackie, aux côtés de Carice van Houten, et partage l'affiche du téléfilm Won't Back Down avec Viola Davis et Maggie Gyllenhaal.
Puis en 2013, elle est au casting du premier film de la scénariste Diablo Cody en tant que réalisatrice, Paradise. Mais surtout, elle retrouve Jane Campion et la Nouvelle-Zélande pour l'acclamée mini-série dramatique Top of the Lake, où elle fait face à Elizabeth Moss dans le rôle de l'héroïne.
En 2014, elle donne la réplique à Al Pacino pour le biopic Manglehorn, film indépendant réalisé par David Gordon Green. L'année suivante, Zack Snyder lui confie un second rôle majeur dans son blockbuster Batman v Superman : L'Aube de la justice, qui sort en 2016. Cette même année, elle est la tête d'affiche du film indépendant Strange Weather, écrit et réalisé par Katherine Dieckmann.
En 2017, elle continue avec des projets indépendants : elle est l'héroïne de Breakable You, d'Andrew Wagner, puis tient un second rôle dans la comédie dramatique The Big Sick, de Michael Showalter. Enfin, elle est au casting de l'expérimental Song to Song, de Terrence Malick.
L'année 2018 marque son retour à des gros projets : elle tient le premier rôle d'une nouvelle série télévisée dramatique, Here and Now. Mais la réception de cette fiction créée par Alan Ball est très tiède, et la série ne dépasse pas une saison. En revanche, au cinéma, le blockbuster Les Indestructibles 2, qui accorde un rôle plus important à son rôle d'Elastigirl, est un énorme succès critique et commercial.

## Vie privée
Elle est sortie pendant plusieurs années avec l'acteur Arliss Howard et a été mariée au chef opérateur Janusz Kaminski de 1995 à 2001.
Elle vit maintenant avec l'acteur Gordon MacDonald avec qui elle a eu des jumeaux le 17 janvier 2006.

## Filmographie

### Cinéma
- 1981 : Carnage (The Burning), de Tony Maylam : Sophie
- 1984 : Swing Shift, de Jonathan Demme : Jeannie
- 1984 : Sang pour sang (Blood Simple.), de Joel Coen : Hélène Trend (voix-off non créditée au générique)
- 1987 : Arizona Junior (Raising Arizona), de Joel Coen : Edwina « Ed » McDonnough
- 1987 : Broadcast News, de James L. Brooks : Jane Craig
- 1988 : End of the Line, de Jay Russell : Charlotte
- 1989 : Miss Firecracker, de Thomas Schlamme : Carnelle Scott
- 1989 : Animal Behavior, de Kjehl Rasmussen et H. Anne Riley : Coral Grable
- 1989 : Always, de Steven Spielberg : Dorinda Durston
- 1991 : Ce cher intrus (Once Around), de Lasse Hallström : Renata Bella
- 1993 : La Leçon de piano (The Piano), de Jane Campion : Ada McGrath
- 1993 : La Firme (The Firm), de Sydney Pollack : Tammy Hemphill
- 1995 : Copycat, de Jon Amiel : M.J. Monahan
- 1995 : Week-end en famille (Home for the Holidays), de Jodie Foster : Claudia Larson
- 1996 : Crash, de David Cronenberg : Dt. Helen Remington
- 1997 : Une vie moins ordinaire (A Life Less Ordinary), de Danny Boyle : O'Reilly
- 1998 : D'une vie à l'autre (Living Out Loud), de Richard LaGravenese : Judith Nelson
- 1999 : Jesus' Son, d'Alison Maclean : Mira
- 2000 : Ce que je sais d'elle... d'un simple regard (Things You Can Tell Just by Looking at Her), de Rodrigo García : Rebecca dans le segment Fantasmes sur Rebecca (Fantasies About Rebecca)
- 2000 : Femme recherchée (Woman Wanted), de Kiefer Sutherland : Emma Riley
- 2000 : Timecode, de Mike Figgis : Renee Fishbine, cadre
- 2000 : O'Brother (O Brother, Where Art Thou?), de Joel Coen : Penny, la femme d’Ulysses Everett
- 2001 : Festival in Cannes, de Henry Jaglom : elle-même (caméo)
- 2002 : Moonlight Mile, de Brad Silberling : Mona Camp
- 2003 : Le Salut (Levity), de Ed Solomon : Adele Easley
- 2003 : Thirteen, de Catherine Hardwicke : Melanie Freeland
- 2004 : Les Ex de mon mec (Little Black Book), de Nick Hurran : Barb
- 2004 : Les Indestructibles (The Incredibles), de Brad Bird : Helen Parr / Elastigirl (voix originale)
- 2005 : Nine Lives, de Rodrigo García : Sonia
- 2005 : The Big White, de Mark Mylod : Margaret Barnell
- 2012 : Jackie (Jackie), de Antoinette Beumer : Jackie
- 2012 : De leurs propres ailes (Won't Back Down) de Daniel Barnz : Evelyne Riske
- 2013 : Paradise de Diablo Cody : Mme Mannerhelm
- 2014 : Manglehorn de David Gordon Green : Dawn
- 2016 : Batman v Superman : L'Aube de la justice (Batman v Superman: Dawn of Justice) de Zack Snyder : la sénatrice June Finch
- 2016 : Strange Weather de Katherine Dieckmann : Darcy Baylor
- 2017 : Song to Song de Terrence Malick : Miranda
- 2017 : Breakable You d'Andrew Wagner : Eleanor Weller
- 2017 : The Big Sick de Michael Showalter : Beth
- 2018 : Les Indestructibles 2 (Incredibles 2), de Brad Bird : Helen Parr / Elastigirl (voix originale)

### Télévision
- 1983 : Svengali (téléfilm) d'Anthony Harvey : Leslie
- 1983 : La Vie secrète d'une étudiante (An Uncommon Love), de Steven Hilliard Stern (TV) : Karen
- 1984 : With Intent to Kill, de Mike Robe (TV) : Wynn Nolen
- 1987 : Colère en Louisiane (A Gathering of Old Men), de Volker Schlöndorff (TV) : Candy Marshall
- 1989 : Le Combat de Jane Roe (Roe vs. Wade), de Gregory Hoblit (TV) : Ellen Russell/Jane Doe
- 1992 : Crazy in Love, de Martha Coolidge (TV) : Georgie Symonds
- 1993 : Complot meurtrier contre une pom-pom girl (The Positively True Adventures of the Alleged Texas Cheerleader-Murdering Mom), de Michael Ritchie (TV) : Wanda Holloway
- 2000 : Harlan County War, de Tony Bill (TV) : Ruby Kincaid
- 2001 : When Billie Beat Bobby (en), de Jane Anderson (TV) : Billie Jean King
- 2002 : Eco Challenge New Zealand (TV) (voix)
- 2007 - 2010: Saving Grace, de Sergio Mimica-Gezzan (série télévisée) : Grace Hanadarko
- 2013 : Top of the Lake, de Jane Campion (mini-série) : GJ
- 2013 : Bonnie and Clyde: Dead and Alive, de Bruce Beresford (mini-série) : Emma Parker, la mère de Bonnie
- 2018 : Here and Now : Audrey Bayer (rôle principal)
- 2019 : Succession : Rhea Jarrel (saison 2, rôle récurrent)
- 2020 : The Comey Rule (mini-série) : Sally Yates

## Distinctions

### Récompenses
- Berlinale 1988 : Ours d'argent de la meilleure actrice pour Broadcast News
- Festival de Cannes 1993 : Prix d'interprétation féminine pour La Leçon de piano
- British Academy Film Awards 1994 : Meilleure actrice pour La Leçon de piano
- Oscars 1994 : Meilleure actrice pour La Leçon de piano
- Golden Globes 1994 : Meilleure actrice pour La Leçon de piano

### Nominations
- Golden Globes 1988 : Meilleure actrice pour Broadcast News
- Oscars 1988 : Meilleure actrice pour Broadcast News
- Golden Globes 1990 : Meilleure actrice dans une mini-série ou un téléfilm pour Le Combat de Jane Roe
- British Academy Film Awards 1994 : Meilleure actrice dans un second rôle pour La Firme
- Golden Globes 1994 : Meilleure actrice dans une mini-série ou un téléfilm pour Complot meurtrier contre une pom-pom girl
- Oscars 1994 : Meilleure actrice dans un second rôle pour La Firme
- Primetime Emmy Awards 2000 : Meilleure actrice dans une mini-série ou un téléfilm pour Harlan County War
- Golden Globes 2001 : Meilleure actrice dans une mini-série ou un téléfilm pour Harlan County War
- Primetime Emmy Awards 2001 : Meilleure actrice dans une mini-série ou un téléfilm pour Harlan County War et Meilleure actrice dans un second rôle dans une mini-série ou un téléfilm pour Ce que je sais d'elle... d'un simple regard
- British Academy Film Awards 2004 : Meilleure actrice dans un second rôle pour Thirteen
- Golden Globes 2004 : Meilleure actrice dans un second rôle pour Thirteen
- Oscars 2004 : Meilleure actrice dans un second rôle pour Thirteen
- Golden Globes 2008 :  Meilleure actrice dans une série dramatique pour Saving Grace
- Primetime Emmy Awards 2008 : Meilleure actrice dans une série télévisée dramatique pour Saving Grace
- Primetime Emmy Awards 2009 : Meilleure actrice dans une série télévisée dramatique pour Saving Grace

## Voix françaises
En France, Marie Vincent et Martine Irzenski sont les voix françaises régulières d'Holly Hunter. Déborah Perret, Françoise Dasque et Juliette Degenne l'ont également doublée à quatre reprises pour les premières et trois pour la seconde.
Au Québec, elle est principalement doublée par Lisette Dufour. 
En France
| - Marie Vincent dans : - La Leçon de piano - Complot meurtrier contre une pom-pom girl (téléfilm) - Copycat - Ce que je sais d'elle... d'un simple regard - Les Ex de mon mec - Batman v Superman : L'Aube de la justice - Succession (série télévisée) - Martine Irzenski dans : - Top of the Lake (série télévisée) - Bonnie and Clyde: Dead and Alive (téléfilm) - Manglehorn - Strange Weather - Song to Song - Here and Now (série télévisée) - The Comey Rule (série télévisée) - Déborah Perret dans : - D'une vie à l'autre - Les Indestructibles (voix) - The Big White - Les Indestructibles 2 (voix) | - Françoise Dasque dans : - Arizona Junior - Broadcast News - Always - Ce cher intrus - Juliette Degenne dans : - Sang pour sang - Thirteen - Saving Grace (série télévisée) et aussi - Maïk Darah dans Colère en Louisiane (téléfilm) - Céline Monsarrat dans La Firme - Béatrice Agenin dans Crash - Marianne Épin dans O'Brother |

Au Québec
| - Lisette Dufour dans : - L'Imitateur - Le Salut - Le petit carnet noir - Le Grand Blanc - On ne cédera pas - Batman vs Superman : L'Aube de la justice - Mal d'amour - Camille Cyr-Desmarais dans - Les Incroyable (voix) - Les Incroyable 2 (voix) | et aussi - Hélène Lasnier dans Tout ce qu'on peut apprendre d'une femme au premier regard |